# اوویه‌دو (فلوریدا)
اوویه‌دو (به انگلیسی: Oviedo) شهری در شهرستان سمینول ایالت فلوریدا است که در سال ۱۹۲۵ بنیان‌گذاری شده‌است. این شهر طبق سرشماری سال ۲۰۱۰ میلادی، ۳۶٬۶۵۱ نفر جمعیت داشته و مساحت آن نیز ۴۰٫۰ کیلومتر مربع است.